# 威爾班克斯山
威爾班克斯山（英語：Mount Wilbanks）是南極洲的山峰，位於瑪麗伯德地，屬於科勒嶺的一部分，美國地質調查局根據美國海軍拍攝的空中照片繪入地圖，現時由南極條約體系管理。